# Gouvernement Beugré Mambé
Troisième République
Achi II 
Le gouvernement Beugré Mambé est le sixième gouvernement de la Troisième République ivoirienne. Il est constitué le 17 octobre 2023, au lendemain de la nomination du Premier ministre Robert Beugré Mambé.

## Composition
| Image                      | Fonction                                                 | Nom                  | Parti |
| -------------------------- | -------------------------------------------------------- | -------------------- | ----- |
|                            | Président de la République                               | Alassane Ouattara    | RHDP  |
| Tiemoko kone 20 avril 2022 | Vice-président de la République                          | Tiémoko Meyliet Koné | RHDP  |
|                            | Premier ministre, Ministre des Sports et du Cadre de vie | Robert Beugré Mambé  | RHDP  |

### Ministres d'État
| Image               | Fonction                                                                                        | Nom                       | Parti |
| ------------------- | ----------------------------------------------------------------------------------------------- | ------------------------- | ----- |
|                     | Ministre d'État, ministre de la Défense                                                         | Téné Birahima Ouattara    | RHDP  |
|                     | Ministre d'État, ministre de l'Agriculture, du Développement rural et des Productions vivrières | Kobenan Kouassi Adjoumani | RHDP  |
| Anne Désirée Ouloto | Ministre d'État, ministre de la Fonction publique et de la Modernisation de l'administration    | Anne Désirée Ouloto       | RHDP  |

### Ministres
| Image         | Fonction | Nom                                  | Parti |
| ------------- | --- | ------------------------------------ | ----- |
|               | Ministre de l'Économie, du Plan et du Développement | Kaba Nialé                           |       |
|               | Garde des sceaux, ministre de la Justice et des Droits de l'homme | Sansan Kambilé                       |       |
|               | Ministre de l'Intérieur et de la Sécurité | Vagondo Diomandé                     | RHDP  |
|               | Ministre des Mines, du Pétrole et de l'Énergie | Mamadou Sangafowa Coulibaly          | RHDP  |
|               | Ministre des Finances et du Budget | Adama Coulibaly                      | RHDP  |
|               | Ministre des Affaires étrangères, de l'Intégration africaine et des Ivoiriens de l'extérieur                                                                                               | Kacou Adom                           | RHDP  |
|               | Ministre des Transports | Amadou Koné                          | RHDP  |
| Moussa Sanogo | Ministre du Patrimoine, du Portefeuille de l'État et des Entreprises publiques | Moussa Sanogo                        | RHDP  |
|               | Ministre de l’Équipement et de l’Entretien routier | Amédé Koffi Kouakou                  | RHDP  |
|               | Ministre de la Santé, de l'Hygiène Publique et de la Couverture Maladie Universelle | Pierre Dimba                         |       |
|               | Ministre des Ressources Animales et Halieutiques | Sidi Tiémoko Touré                   | RHDP  |
|               | Ministre de l'Éducation Nationale et de l'Alphabétisation | Mariatou Koné                        |       |
|               | Ministre de la Communication, porte-parole du Gouvernement | Amadou Coulibaly                     |       |
|               | Ministre de l'Environnement, du Développement durable et de la Transition écologique | Jacques Assahoré Konan               | RHDP  |
|               | Ministre de la Transition Numérique et de la Digitalisation | Ibrahim Kalil Konaté (Côte d'Ivoire) | RHDP  |
|               | Ministre du Tourisme | Siandou Fofana                       | RHDP  |
|               | Ministre du Commerce et de l'Industrie | Souleymane Diarrassouba              | RHDP  |
|               | Ministre de la Promotion de la jeunesse, de l'Insertion Professionnelle et du Service Civique, porte-parole adjoint du Gouvernement                                                        | Mamadou Touré                        | RHDP  |
|               | Ministre de l’Enseignement supérieur et de la Recherche scientifique | Adama Diawara                        | RHDP  |
|               | Ministre des Eaux et Forêts | Laurent Tchagba                      | UDPCI |
|               | Ministre de l'Hydraulique, l’Assainissement et de la Salubrité | Bouaké Fofana                        | RHDP  |
|               | Ministre de la Cohésion Nationale, de la Solidarité et de la Lutte contre la pauvreté | Myss Belmonde Dogo                   | RHDP  |
|               | Ministre de l’Emploi et de la Protection sociale | Adama Kamara                         | RHDP  |
|               | Ministre de la Femme, de la Famille et de l’Enfant | Nassénéba Touré                      | RHDP  |
|               | Ministre de la Culture et de la Francophonie | Françoise Remarck                    |       |
|               | Ministre délégué auprès du ministre des Affaires étrangères, de l'Intégration africaine et des Ivoiriens de l'extérieur, chargé de l'Intégration africaine et des Ivoiriens de l'extérieur | Wautabouna Ouattara                  |       |
|               | Ministre délégué auprès du Premier ministre, ministre des Sports et du Cadre de vie, chargé des Sports et du Cadre de vie                                                                  | Adjé Silas Metch                     |       |